# Live It Up (álbum de The Isley Brothers)
Live It Up es el duodécimo álbum de estudio de la banda estadounidense de funk The Isley Brothers. Fue publicado en agosto de 1974 a través del sello T-Neck Records.

## Grabación y contenido
Las sesiones de grabación del álbum tuvieron lugar en The Record Plant, un estudio ubicado en Los Ángeles, California. The Isley Brothers autoprodujo el álbum mientras que Malcolm Cecil y Robert Margouleff se desempeñaron como ingenieros de audio. Las mezclas de las canciones tuvieron lugar en los estudios Westlake Audio, en Los Ángeles, California. Una vez completas las sesiones de grabación, el ingeniero Kent Duncan masterizó Live It Up en Kendum Recorders, un estudio ubicado en Burbank, California. Live It Up contenía siete canciones. «Hello It's Me», escrita por Todd Rundgren, es la única canción del álbum no compuesta por los miembros de la banda.

## Recepción de la crítica
Un escritor no especificado de Record World le otorgó el certificado de “Hit of the Week”, y lo calificó como un “apasionante set”. Un escritor no especificado de la revista Cash Box declaró: “Junta, la banda combina sus fortalezas individuales en una combinación cohesiva que deja a uno sin aliento”.

## Lista de canciones
Todas las canciones escritas y compuestas por The Isley Brothers, excepto donde esta anotado.
Lado uno
1. «Live It Up (Part 1 & 2)» – 6:14
2. «Brown Eyed Girl» – 4:14
3. «Need a Little Taste of Love» – 3:03
4. «Lover's Eve» – 4:40

Lado dos
1. «Midnight Sky (Part 1 & 2)» – 6:56
2. «Hello It's Me» (Todd Rundgren) – 5:32
3. «Ain't I Been Good to You (Part 1 & 2)» – 8:29

## Créditos y personal
Créditos adaptados desde las notas de álbum de Live It Up.
Personal técnico
- The Isley Brothers – productor
- Malcolm Cecil – ingeniero de audio
- Robert Margouleff – ingeniero de audio
- Gary Ozabul – ingeniero asistente
- Joan De Cola – asistente en mezclas
- Kent Duncan – masterización
- Ed Lee – director artístico
- Andy Engel – diseño
- Don Hunstein – fotografía

## Posicionamiento
| Gráfica (1974)                            | Pico de posición |
| ----------------------------------------- | ---------------- |
| Estados Unidos (Billboard Top LPs & Tape) | 14               |
| Estados Unidos (Billboard Soul LPs)       | 1                |

## Certificaciones y ventas
| País                                                     | Certificación | Ventas   |
| -------------------------------------------------------- | ------------- | -------- |
| Estados Unidos (RIAA)                                    | Oro           | 500 000* |
| *cifras de ventas basadas únicamente en la certificación |               |          |